# Santa Magdalena de Pulpis
Santa Magdalena de Pulpis (en valenciano Santa Magdalena de Polpís) es un municipio de la Comunidad Valenciana, España. Perteneciente a la provincia de Castellón, en la comarca del Bajo Maestrazgo.

## Geografía

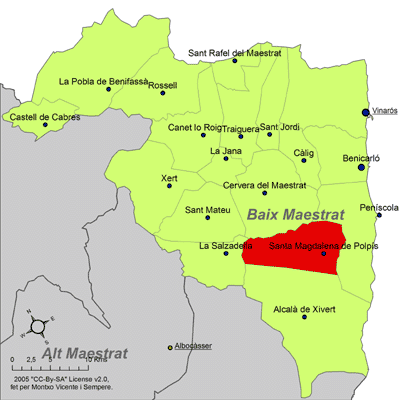
Localización en la comarca del Bajo Maestrazgo

Integrado en la comarca de Bajo Maestrazgo, se sitúa a 59 kilómetros de la capital provincial. El término municipal está atravesado por la Autopista del Mediterráneo (AP-7) y por la carretera nacional N-340, entre los pK 1029 y 1035. El relieve del municipio está definido por las estribaciones de la Sierra de Irta (500 m), que hace de límite oriental, y por otras cadenas montañosas propias del Maestrazgo, como son Les Talaias d'Alcalà (483 m) o la Serra de la Val Ampla (630 m). La altitud oscila entre los 630 m al noroeste y los 70 m a orillas de la rambla de Alcalá, que discurre entre Alcalá de Chivert y Benicarló. El pueblo se alza a 123 m sobre el nivel del mar.

### Localidades limítrofes
| Noreste: Salsadella         | Norte: Cervera del Maestre | Noreste: Peñíscola |
| Oeste: Salsadella           |                            | Este: Peñíscola    |
| Suroeste: Alcalá de Chivert | Sur: Alcalá de Chivert     | Sureste: Peñíscola |

## Historia
Tuvo como primer antecedente poblacional el castillo de Polpís –del cual solo conserva una parte de la torre del homenaje, la puerta principal y algunos lienzos de murallas– y en el pequeño caserío situado a los pies de aquel. En enero de 1190 fue donado por Alfonso II a los templarios, a pesar de que aún estaba en poder de los musulmanes. Conquistado en 1233 por el Maestre del Temple, se le concedió carta de población en febrero de 1287 (cuenta ya con 725 años), a fuero de Valencia. Al integrarse en la Orden de Montesa, sucesora del Temple en la Corona de Aragón, Polpís pasaría a formar parte de la encomienda de Alcalá de Chivert. El pequeño enclave de Polpís tenía 30 casas en el año 1329, y en 1845 llegó a tener 160.
Hacia mediados del siglo XIX, el lugar, ya por entonces con ayuntamiento propio, tenía contabilizadas 160 cabezas de familia. Aparece descrito en el undécimo volumen del Diccionario geográfico-estadístico-histórico de España y sus posesiones de Ultramar de Pascual Madoz con las siguientes palabras:

MAGDALENA DE PULPIS (SANTA): l. con ayunt. de la prov. de Castellon de la Plana (8 y 1/2 leg.), part. jud. de San Mateo (3 1/4), aud. terr. y c. g. de Valencia (18 1/2), dióc. de Tortosa (9 1/2). sit. en la falda de un montaña, á la der. de la carretera real de Valencia á Barcelona, de la que solo dista sobre 100 pasos; goza de buena ventilacion y clima templado y saludable. Tiene 100 casas divididas en 3 grupos por la confluencia de 2 barrancos ó riach. que se cruzan por puentes de piedra de un arco: uno de dichos grupos está en la misma carretera en que hay un portazgo y una posada bastante regular. Las casas son malas, asi como la igl. parr. dedicada á Sta. Magdalena, servida por un cura párroco de entrada y patronato de la órden de Montesa; esta se desmembró de la de Alcalá de Chisvert el año 1819, en que consiguió tener pila bautismal, su felig. y cementerio. El térm. que á este l. corresponde, creemos no le tenga todavia deslindando y separado del de Alcalá, como su ant. anejo; en su caso confinará por N. con los de Cervera y Calig; E. Peñíscola; S. Alcalá de Chisvert, y O. Salsadella y San Mateo. En la cumbre de la montaña donde se asienta el pueblo, se encuentra todavía las ruinas de un cast. llamado de Pulpis ó Polpis, que perteneció á los caballeros Templarios, y despues á los de Montesa, con un pueblo de fundacion árabe, que fueron de las primeras plazas que tomó el rey D. Jaime I de Aragon en la conquista del reino de Valencia. El terreno es sumamente feraz, y aunque secano, es ameno y delicioso, pues produce trigo rico y abundante vino, aceite, algarrobas, buena miel, higos, cerezas, almendras y otras escelentes frutas con algunas legumbres. Los caminos son locales y de herradura, escepto la carretera de Cataluña, en la que hay un portazgo y un meson, como queda dicho. El correo se recibe de Alcalá. ind. la agrícola, aunque sus hab. que son laboriosos y bien inclinados, sacan la mayor parte de su subsistencia de la leña y cal que espenden en Benicarló, que dista 2 leg. La pobl., riqueza y contr. van unidas en la matrícula catastral con las de Alcalá de Chisvert (V). Debe su fundacion al gran capítulo de Montesa, que en 1286 dió carta pueblo para 50 vec., que han aumentado hasta 160 que tiene en el dia.
(Madoz, 1848, p. 19)

## Demografía
Santa Magdalena de Pulpis cuenta con una población de 768 habitantes (INE 2024).
| Gráfica de evolución demográfica de Santa Magdalena de Pulpis entre 1857 y 2021 |
| |
| Población de derecho según los censos de población del INE Población de hecho según los censos de población del INEEn 1857 aparece este municipio porque se segrega del municipio Alcalá de Chivert |

En el último tercio del siglo XIX contaba con 1111 habitantes, mientras que superaba los 1400 en el censo de 1900.
Se evidencia un fuerte retroceso demográfico en las décadas siguientes.

## Economía
Basada tradicionalmente en el sector primario (cultivos de almendros, algarrobos y olivos, en el secano, y de cítricos en el regadío). Industria de la piedra, fundamentalmente mármol.

## Administración y política
| Periodo   | Nombre                    | Partido   |
| --------- | ------------------------- | --------- |
| 1979-1983 | Luis Sospedra Tortajada   | PSPV-PSOE |
| 1983-1987 | Luis Sospedra Tortajada   | PSPV-PSOE |
| 1987-1991 | Luis Sospedra Tortajada   | PSPV-PSOE |
| 1991-1995 | Luis Sospedra Tortajada   | PSPV-PSOE |

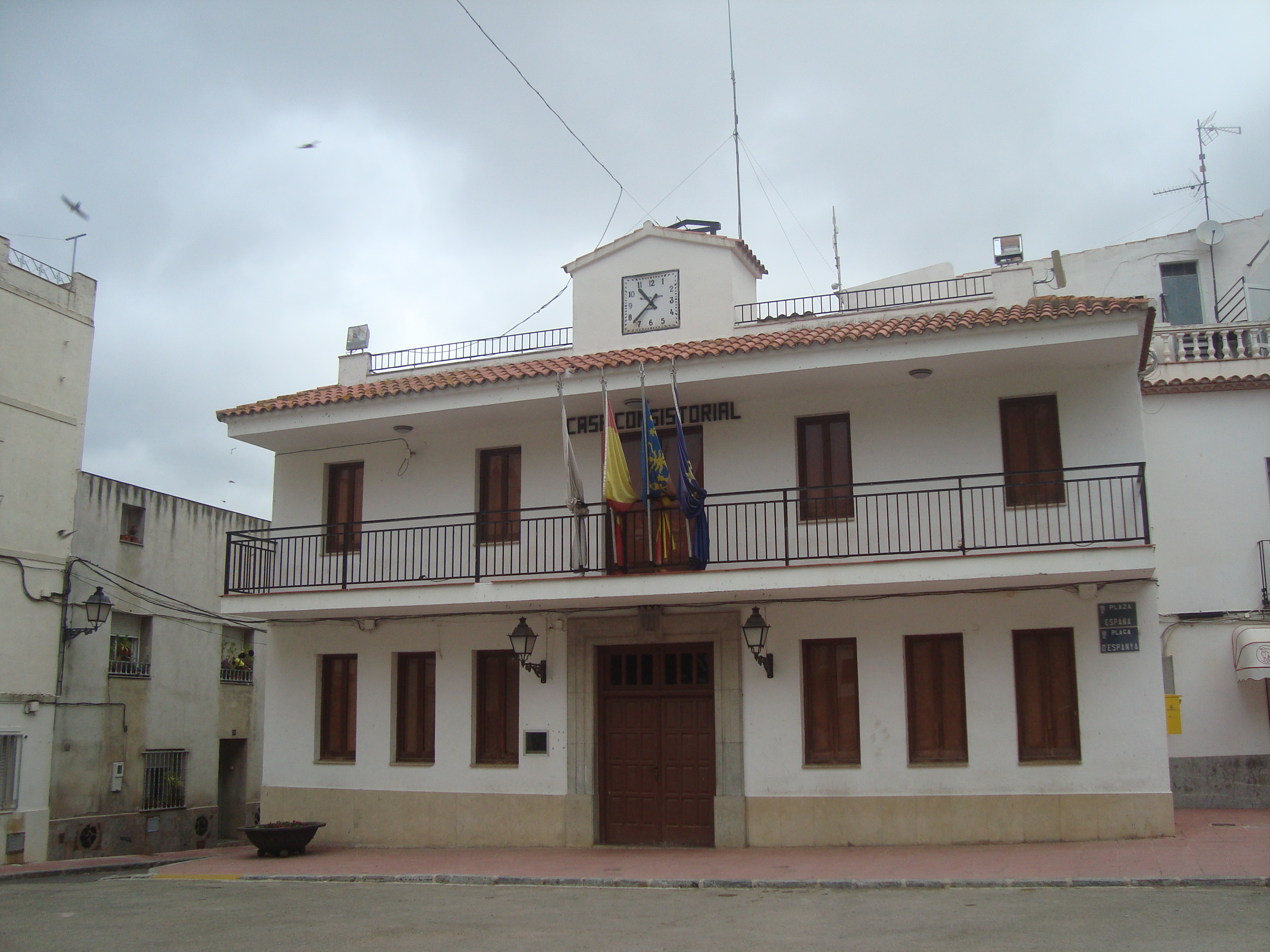
Casa consistorial

| 1995-1999 | José M. Tortajada Segarra | PP        |
| 1999-2003 | José M. Tortajada Segarra | PP        |
| 2003-2007 | José M. Tortajada Segarra | PP        |
| 2007-2011 | Sergio Bou Ayza           | PSPV-PSOE |
| 2011-2015 | Sergio Bou Ayza           | PSPV-PSOE |
| 2015-2019 | Sergio Bou Ayza           | PSPV-PSOE |
| 2019-2023 | Sergio Bou Ayza           | PSPV-PSOE |

## Patrimonio
- Castillo. De origen árabe.

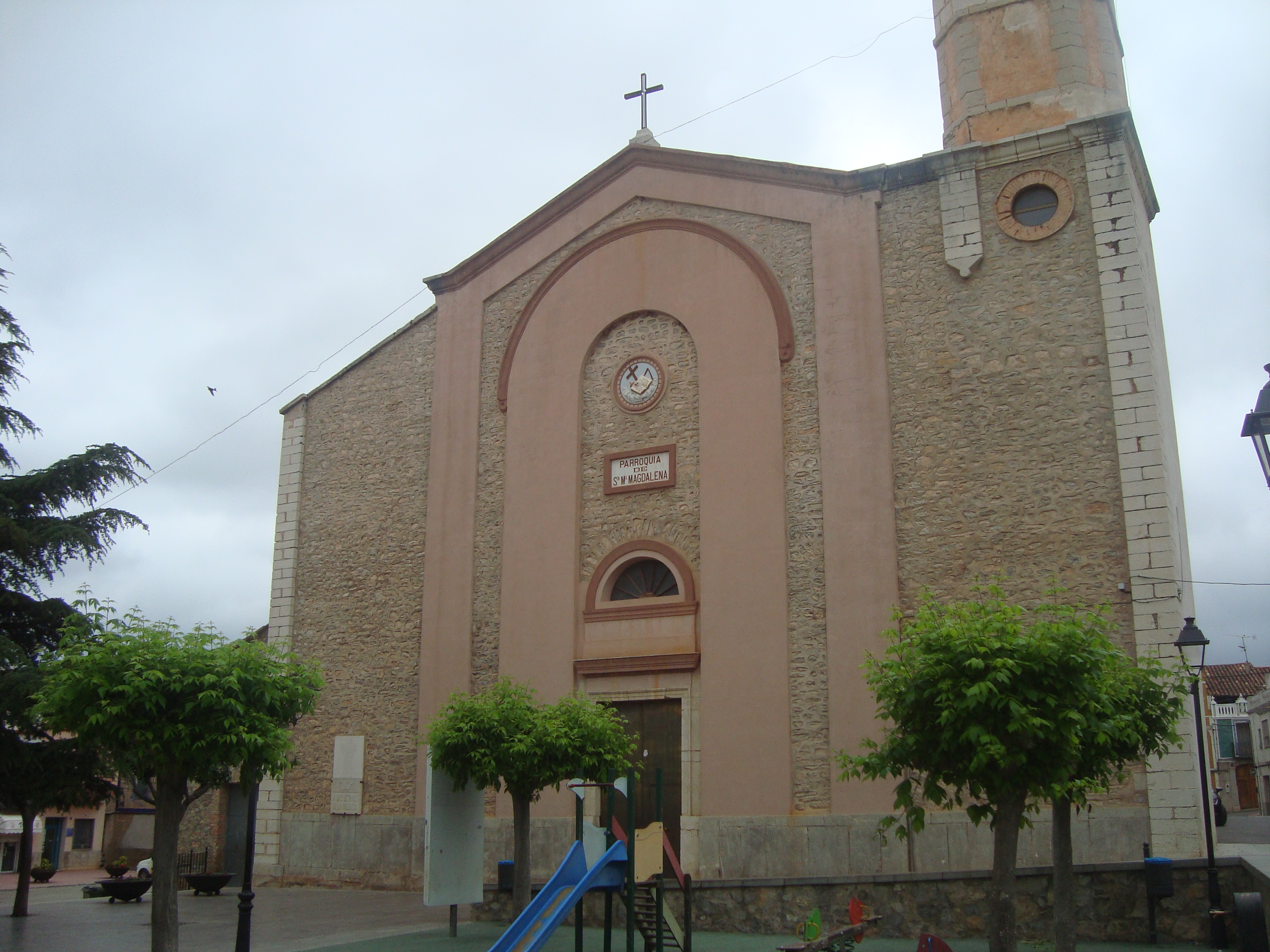
Iglesia parroquial de Santa Magdalena

- Casa consistorial. Edificio de interés arquitectónico.
- Iglesia de Santa Magdalena de Pulpis.

## Fiestas
- San Antonio Abad. Se celebra el 17 de enero.
- Fiestas Patronales. Se celebran el 22 de julio en honor de Santa María Magdalena.
- San Vicente. Se celebra el segundo lunes después de Pascua.